# Soavinandriana
Soavinandriana est située au centre de Madagascar. Soavinanandriana est à la fois le chef-lieu district et la commune urbaine. Elle est dans la région d'Itasy, dans l'ancienne province de Tananarive.

## Histoire
Au temps de la royauté, tout homme majeur (plus de 18 ans) devait rejoindre l'armée pour accomplir le service civique, sous peine de décapitation. En même temps, le roi avait promulgué sa devise qui est de combattre la famine, déclarée comme son premier ennemi. De ce fait, des jeunes gens  de Mandridrano refusent de rejoindre l'armée,  préférant participer au drainage du lac Marofoza pour faire de la riziculture. Le roi s'est réjoui des bons résultats de ce choix et, constatant l'irrigation maîtrisée des rizières et la production de riz en quantité suffisante, il  a accordé la grâce à la population. D'où l’appellation de la zone "nosoavin'ny andriana" (qui signifie "gracié par le roi"), origine de "Soavinandriana", et de la population "Mandridrano" (qui signifie "draineur de l'eau").

## Géographie
Au niveau de la Commune de Soavinandriana :
La Commune de Soavindriana est traversée par 3 fleuves, à savoir Kitsamby (25 km), Ankarahara (12 km) et Tandavana (8 km). Elle se trouve à 140 km de la capitale Antananarivo, en suivant la RN1. Elle est traversée par 5 rivières, à savoir Zanakolo, Andranofotsy, Ankarahana, Mahafakanina et Marofoza.
Elle dispose également de quelques lacs poissonneux : une partie du lac Itasy, le lac Ikazanga, le lac Fanarivoana, le lac Fiadanana-Ambohibola, le lac d'Andranofotsy.
Au niveau du district de Soavinandriana :
En termes de relief Nord au Nord Est plateaux élevés à caractère volcanique ; du Sud au Sud Ouest plateaux de basse altitude. Le point culminant est à 1806 m (Ambohitrimanjaka, Commune de Soavinandriana) et le point le plus bas à 763 m (Ambohimanarivo, Commune Tamponala).
En termes de Climat, il est de type tropical à 2 saisons : (i) la saison pluvieuse et chaude (maxima 28°) (de Novembre à Avril), (ii) la saison sèche et fraîche (d'Avril à Octobre). La température descend jusqu'à 7° en juillet/Août et à cette période le vent souffle très fort. En termes de pluviométrie, les précipitations varient entre 900 et 1 100 mm.
En termes de pédologie, on rencontre des sols volcaniques très fertiles, des secteurs Ouest et Sud Ouest de Soavinandriana et du Sud d’Analavory.
En termes d'hydrographie, le district dispose de 21 rivières Kitsamby, Sakay, Samitaha, Ambatovohoka, Madimitaha, Andrenirano, Ambaniala, Marofoza, Zanakolo, Ambovo, Andranomainty, Lavarano, Ambaribe, Tsilaimbandy, Amborovoro, Bandana, Morarano, Varahina, Kelimivazo, Tsifatabahiny,Fitandambo.
On note que 30 % de la surface du lac Itasy se trouve dans le district de Soavinandriana.
En termes d'environnement, la superficie de forêt de Soavinandriana est de 4.890 ha, soit 23,6 % de celle de la région de l'Itasy. Les feux de brousse sont un des fléaux détruisant la forêt du district. En 2009, 53 % des surfaces brulées se trouvent dans le district (475 ha). Un effort de reforestation de 66 ha a été constaté en 2009 (23 % des surfaces régionales reboisées).
Le district est habité par un propithèque (Lémurien Indriidae) dans certaines forêts ripicoles longeant les rivières Kitsamy et Sakay.

## Administration
Elle est le chef-lieu du district homonyme.
Le DISTRICT de Soavinandriana est actuellement composée de 16 communes dont le chef-lieu est la commune urbaine de Soavinandriana. Les autres Communes sont Dondona, Antanetibe, Ambohidanierana, Masindray, Amparibohitra, Mananasy, Amberomanga, Ambatoasana Centre, Ankisabe, Amparaky, Mahavelona, Ankaranana, Ampefy, Ampary et Tamponala. Au sein de ces communes se trouvent 11 Arrondissements Administratifs et 118 Fokontany.
Le district s'étend sur 1 970 km2, soit 25,74 % de la superficie de la région de l'Itasy. En 2004, le nombre de la population dans le district est estimé à 182.653. En 2018, ce nombre serait de 247.600, soit 1 % de la population de Madagascar.

En 2018, la COMMUNE URBAINE de Soavinandriana enregistre 10 fokontany, 16129 électeurs et 30 bureaux de vote (source CENI). En 2004, La Commune de Soavinandriana a enregistré 30 fokontany qui sont Soavinandriana ambony, Ambatombositra, Ambohibary, Ambohidanerana, Ambohimanana, Ambohimiaritsoa, Ambohimita, Ambohitraina, Ambohitraivo, Ampahimanga, Ampiakarana, Ampitsaharana, Andakana, Andranofotsy, Andranomanoa, Ambohimainty, Anosilava, Antorapasika, Antranoroa, Antsahalava, Avaratsena, Befaritra, Fiantsonana, Fidasiana, Mahatsinjo, Mampiherika, Manoroanja, Merikandrefana, Miavotra, Sahapetraka.
La Commune de Soavinandriana s'étend sur 199 km². En 2004, le nombre de la population dans la Commune est estimé à 32.608. En 2018, ce nombre serait de 44.200. Les hommes sont à 49,6 %. La population mineure (moins de 18 ans) est autour de 56 % et la taille de famille est autour de 5,3.

## Social
Au niveau du district de Soavinandriana :
Dans le domaine de la santé publique, 19 types de formations sanitaires ont été enregistrées en 2004 (CSB 1, 2 et CHD). Elles totalisent 149 lits.
Dans le domaine de l'éducation, depuis 2015, une annexe de l'Université d'Antananarivo a été installé à Soavinandriana. Il s'agit de l'IESSI (Institut d'Enseignement supérieur de Soavinandriana Itasy). L'objectif est de permettre aux jeunes de la région de continuer leurs études. Il existe 10 parcours de formation en Licence professionnalisante au sein de cet établissement. Ils touchent les filières Bâtiment et Travaux Publics, la transformation agro-alimentaire, l’Eau et l’Environnement, Mines, la Gestion et valorisation des Ressources Naturelles, les énergies renouvelables, l’Agroécologie, l’Aquaponie, la Communication territoriale, la Télécommunication et la Mécanisation Agricole. La première promotion "santatra" composé de 125 étudiants a été sortie en mars 2018.
En termes d'eau potable, 710 bornes fontaines ont été enregistrées en 2004.
Dans le domaine de la communication, le district est desservi par les 3 opérateurs téléphoniques mobiles (Orange, Telma, Airtel).
Dans le domaine cultuel et religieux, le district affiche 291 édifices cultuels appartenant à 9 congrégations, avec 63.172 fidèles.En termes d'infrastructure socio-culturelle, le district affiche 17 terrains de football, 6 de basketball, 4 bibliothèques et 2 tranompokonolona.

Actualités :
Au mois d'aôut 2018, la Présidence de la République a doté le Centre Hospitalier de Référence de District (CHRD2) de Soavinandriana d’un nouveau bloc opératoire, équipé aux normes internationales. Le lycée technique professionnel de Soavinandriana a également été pourvu d’un nouveau bâtiment pouvant accueillir 350 élèves. Ont également été offerts 22 motocyclettes (16 pour les maires, et 6 à la gendarmerie et à la police nationale).

## Économie
Au niveau de la Commune de Soavinandriana :
Le jour de marché est le lundi. L'agriculture est une des grappes de filières pratiquées par la population. En 2004, il s'agit du manioc (pratiqué par 60 % de la population, auto consommé à 80 %), de la pomme de terre (pratiqué par 45 %), du saonjo (pratiqué par 35 %, autocosommé à 90 %), du riz (pratiqués par 90 %, autoconsommé à 60 %) et du maïs (pratiqués par 90 %, autoconsommé à 20 %), du haricot (pratiqué par 80 %, , autoconsommé à 10 %), du soja (pratiqué par 30 %) et du voanjobory (pratiqué par 60 %), du tabac (pratiqué par 20 %), de l'avocat (pratiqué par 20 %) et de la mangue (pratiqué par 35 %) et du café (pratiqué par 10 %).
Au niveau de la riziculture, 24 % de la quantité de riz irrigué produit dans le district se trouve dans la Commune de Soavinandriana tandis que ce chiffre est de 1 % en termes de riz pluvial.
D'autres activités sont pratiquées par la population de la Commune comme l'élevage bovin et porcin, l'aviculture, l'artisanat (décortiquerie, menuiserie, forge). Le transport assure la liaison du Chef lieu avec les Communes environnantes et les autres districts ainsi que la capitale.

Au niveau du district de Soavinandriana :
L'économie se fonde sur l'agriculture et élevage. Du fait de sa situation géographique, elle est considérée comme le lieu le plus fertile de Madagascar.
En termes d'infrastructure hydroagricole, 599 hectares sont irriguées dans le district (2004). La superficie irrigable est de 9.844 ha et la surface cultivable de 26.675 ha. La superficie rizicole est estimée à 18.037 ha en 2010
En matière de riziculture, le rendement moyen est de 2,88 t/ha en riz irrigué et 2 t/ha en riz pluvial. En 2004, la production rizicole a été de 49.829 tonnes (riz irrigué) et 31.529 tonnes (riz pluvial). En 2010, la production totale a été estimée à 89.060 tonnes.
En matière de racines et tubercules, en 2004, le district a produit 15.958 tonnes de pomme de terre (17,2 tonne/ha). Pour le manioc la production a été 75.228 tonnes (13,9 t/ha) contre 40.720 tonnes en 2010.
En matière de légumineuses et céréales, le district a produit :
- 9.500 tonnes d'arachide (2 t/ha) en 2004,
- 35.578 tonnes de maïs (1,67 t/ha) en 2004 puis 23.795 tonnes en 2010
- 4.172 tonnes de haricot (1 t/ha) puis 6.500 tonnes en 2010
- en 2010, 910 tonnes de patate douce, 1.305 tonnes d'arachide.

Ont également été produites 11.603 tonnes de tomates. En 2010, le district a affiché la production de 570 tonnes de canne à sucre
Le collecteur exportateur Lecofruit intervient dans le districtt sur les filières haricot et cornichon dans une logique intégrative.
Du café dénommé "le petit noir" : A Soavinandriana, à 1 800 mètres d’altitude, se trouve une plantation de 150 hectares de café "Arabica Elita" ou le « petit noir », appartenant à Christos Spiliopoulos. Ce café a ébloui Frédéric Decroix, un des meilleurs goûteurs de café au monde et 12 autres spécialistes délégués par la Compagnie réunionnaise de dégustation. Ils ont finalement donné à Elita la mention très bien. L’Arabica Elita est toujours le numéro un à Madagascar et l'un des meilleurs de la région océan Indien. En effet, le faible degré de caféine dans ce café (1 degré contre 0,24 pour le décaféiné) le rend très agréable au goût, sans anesthésier les papilles gustatives.
Dans le domaine touristique et hôtellerie, le district enregistre en 2004, 5 hôtels, 7 restaurants et 320 gargotes. On y trouve plusieurs sites touristiques tels que la source thermale d'Andrnomafàna (Mananasy), le cratère, l'ilôt de la vierge (le centre de Madagascar, endroit historique où le roi Andrianmpoinimerina et un roi sakalava se sont convenus de plus s’entre-tuer) et l'ilôt boiset d'Andranotorahana, et la chute de la lily d'Antafofo, ainsi que le ranovisy d'Antambiazana.
En matière d'artisanat, le district abrite des fabricants de charrettes (Soavinandriana et Ampefy), des potiers et fabricants de meubles en bambou (Soavinandriana), des forgerons et des vanniers. 21 unités de décortiquerie ont également été recensées (2004).
Dans le domaine de l'entrepreneuriat, depuis 2015, grâce au Programme PROSPERER/FIDA, des MER (microentreprises ruraux) ont émergé dans le district et ont donné de l'emploi quasi permanent dans la zone.
Dans le domaine de finance, le district est desservi par les banques BOA et SIPEM et des Institutions de microfinance comme CECAM, PAMF et OTIVTana. Elles offrent des ressources financières pour les acteurs économiques du district.
Dans le domaine de l'élevage, l'ensemble de la région de l'Itasy comprenant le district de Soavinandriana a affiché en 2010, 276.980 têtes de bovins, 105.800 porcins et 7.410 ovins.
Actualités :
En septembre 2018, le Ministère de l'Agriculture et de l'élevage a doté 2000 poussins mâles à croissance rapide aux 200 éleveurs formés en technique d’élevage dans la commune urbaine de Soavinandriana, Masindray, Ambohidanerana et Ampefy pour améliorer leur niveau de vie.